# Macronyx fuelleborni
Sentinela-de-fülleborn ou sentinela-de-colar (Macronyx fuelleborni) é uma espécie de ave da família Motacillidae.
Pode ser encontrada nos seguintes países: Angola, República Democrática do Congo, Namíbia, Tanzânia e Zâmbia.
Os seus habitats naturais são: florestas secas tropicais ou subtropicais , savanas húmidas e campos de gramíneas de baixa altitude subtropicais ou tropicais sazonalmente húmidos ou inundados.